# يو إف سي 314
يو إف سي 314: فولكانوفسكي ضد لوبيز (بالإنجليزية: UFC 314: Volkanovski vs. Lopes) هو حدث لفنون القتال المختلطة نظَّمته يو إف سي، وأُقيم في 12 أبريل 2025، على كاسية سنتر في ميامي، فلوريدا، الولايات المتحدة.

## الخلفية
سيمثل هذا الحدث الزيارة الرابعة للمنظمة إلى ميامي والأولى منذ حدث يو إف سي 299 في مارس 2024.
من المتوقع أن يُقام نزال على لقب بطولة يو إف سي لوزن الريشة الشاغر بين البطل السابق ألكسندر فولكانوفسكي ودييغو لوبيز. سيتخلى البطل الحالي إيليا توبوريا عن اللقب من أجل الانتقال إلى الوزن الخفيف.

## بطاقة القتال
1. ↑  على لقب بطولة يو إف سي لوزن الريشة الشاغر.

## الجوائز الإضافية
حصل المقاتلون التاليون على مكافآت بقيمة 50 ألف دولار.
- قتال الليلة: ألكسندر فولكانوفسكي ضد دييغو لوبيز
- أداء الليلة: بادي بيمبليت وجين سيلفا